# Caryophyllia smithii
Caryophyllia smithii is een rifkoralensoort uit de familie Caryophylliidae. De wetenschappelijke naam van de soort is voor het eerst geldig gepubliceerd in 1828 door Charles Stokes & William John Broderip. De soort werd vernoemd naar "Dom. Thomas Smith", van wie in 1814 een beschrijving van de weke delen van een Caryophyllia-soort was opgetekend in Leach's Zoological Miscellany.

## Kenmerken
De poliep draagt tot 80 relatief lange taps toelopende tentakels die elk eindigen in een knopvormige verdikking. Tentakels zijn gegroepeerd in drie concentrische ringen. De kleur is variabel (bruin, rood, oranje en paars komen voor), doorgaans doorschijnend, maar de knop aan het uiteinde is lichter van kleur en minder doorschijnend. Het kalkskelet is op doorsnee soms rond, meestal ovaal, aan de voet wat versmald, en heeft een diameter van 15 tot 20 mm; de hoogte is doorgaans iets minder dan de diameter. De individuen zijn hermafrodiet; voortplanting gebeurt in het voorjaar. Geen aseksuele reproductie. De eieren worden in het lichaam bevrucht; de soort is levendbarend. In de Middellandse Zee kan de soort verward worden met Caryophyllia inornata.

## Habitat
Groeit op rotsen, stenen en schelpen vanaf de laagwaterspringlijn (maar meestal dieper) tot op een diepte van 130 meter. Zelden dicht opeen. Schaduwminnend.

## Verspreiding
Atlantische kust van West-Europa van halverwege Noorwegen tot de Canarische Eilanden en in de Middellandse Zee. Ontbreekt op zandige bodems zoals in de Zuidelijke Noordzee. Mogelijk tot bij de Lofoten.

## Synoniemen
De soort is diverse keren onder andere namen opnieuw beschreven.
- Turbinolia borealis Fleming, 1828
- Caryophyllia clavus Scacchi, 1835
- Cyathina turbinata Philippi, 1836
- Caryophyllia pseudoturbinolia Michelin, 1841
- Paracyathus pteropus Gosse, 1860
- Paracyathus taxilianus Gosse, 1860
- Paracyathus thulensis Gosse, 1860
- Paracyathus humilis Duncan, 1878
- Paracyathus monilis Duncan, 1878